# حسین شایان
حسین شایان ورزشکار و مربی دو و میدانی است که به مدت ۱۸ سال رکورددار پرش ارتفاع ایران بود. شایان در سال ۱۳۷۲ با پرشی به میزان ۲٫۲۳ متر رکورد تیمور غیاثی در بازی‌های آسیایی تهران را پس از ۱۹ سال شکست. رکورد شایان در سال ۱۳۹۰ توسط امین حسین‌زاده رهبر با پرشی به میزان ۲٫۲۵ متر شکسته شد.
حسین شایان در المپیک ۱۹۹۲ بارسلون، و بازی‌های آسیایی ۱۹۹۰ پکن و ۱۹۹۴ هیروشیما شرکت داشت.

## رکوردها
- پرش ارتفاع فضای باز: ۲٫۲۳ سانتیمتر
- پرش ارتفاع داخل سالن: ۲٫۲۲ سانتیمتر